# Haematomis
Haematomis is een geslacht van vlinders van de familie spinneruilen (Erebidae), uit de onderfamilie Arctiinae.

## Soorten
- H. mexicana Druce, 1885
- H. radians Dyar, 1907
- H. uniformis Schaus, 1899